# Lluís Paluzie i Mir
Lluís Paluzie i Mir   (Barcelona, 1934), és un advocat català (llicenciatura en Dret per la Universitat de Barcelona, 1958), tècnic urbanista (Diplomat en Urbanisme per l'Instituto de Estudios de Administración Local, Madrid, 1974), i tècnic d'Administració General (per oposició, 1967). Ha exercit tasques d'assessorament jurídic, de servei funcionarial i de responsabilitat directiva i representativa a l'Administració, en especial a la Diputació de Barcelona i a la Generalitat de Catalunya.

## Biografia
Fill de Josep Paluzie i Cuffí (Barcelona, 9 de febrer de 1902 - Barcelona, 6 de juliol de 1991) i de Concepció Mir i Mas de Xexàs (Olot, ? - Olot, 12 d'agost 1979), forma part d'una nissaga d'intel·lectuals catalans, entre els quals destaquen el seu rebesavi Esteve Paluzie i Cantalozella (historiador, paleògraf, mestre i editor), besavi Faustí Paluzie i Tallé (editor), avi Esteve Paluzie i Lucena, (1859-1929), besoncle Alfred Paluzie i Lucena (arquitecte), besoncle Josep Paluzie i Lucena (escaquista). És pare de l'economista Elisenda Paluzie i Hernàndez.

### Trajectòria professional
Ha desenvolupat la seva activitat en els camps de l'urbanisme (Comissió d'Urbanisme de Barcelona, Serveis d'Urbanisme de la Diputació de Barcelona), el medi natural i la protecció de la natura (Servei de Parcs Naturals i Medi Ambient de la Diputació de Barcelona, Comissió Gestora del Parc Natural de Sant Llorenç del Munt i Serra de l'Obac, Consells Rectors de la Zona Volcànica de la Garrotxa i de les Illes Medes, Plans especials del Montseny, del Montnegre, de la Serra del Corredor, Pla rector d'ús i gestió del Parc Nacional d'Aigüestortes i Estany de Sant Maurici) i també de la promoció, organització i administració pública de l'esport (Secretaria General de l'Esport de la Generalitat, Consell Rector de l'INEFC, Consell Català de l'Esport, Consell General del Centre d'Alt Rendiment Esportiu de Sant Cugat, Patronat del Centre d'Estudis i Museu de l'Esport Dr. Colet, Federació Catalana de Natació, Congrés Internacional del Dret i l'Esport-Jocs Olímpics BCN 1992, Congrés de l'Esport Català, Barcelona 1993-94). Entre aquestes responsabilitats cal destacar la seva etapa com a Cap del Servei de Parcs de la Diputació de Barcelona (1974-1983) i la direcció dels primers plans especials de protecció de Catalunya, entre ells el del Montseny. Va presidir el Consell de Protecció de la Natura de la Generalitat de Catalunya, des del 1992 fins al setembre de 2009, del qual encara n'és membre. En l'àmbit de l'administració de l'esport, fou Subdirector-Secretari Tècnic de l'Esport de la Generalitat des de 1985 fins a la seva jubilació el 2003, essent responsable del desplegament legislatiu de l'esport català.
Va ser membre fundador de la Lliga per a la Defensa del Patrimoni Natural (DEPANA), organització que es va constituir l'any 1976. També va col·laborar en la redacció del llibre Natura, ús o abús?: llibre blanc de la gestió de la natura als Països Catalans, que va dirigir el 1976 Ramon Folch i Guillén, i és autor, entre altres publicacions, del llibre Los Espacios naturales protegibles: su conservación, regulación legal e incidencia en la ordenación del territorio, publicat el 1990 per la Universitat Politècnica de Catalunya i del llibre El cas del Montseny: Urbanisme, protecció de la natura i paisatge, editat per l'Institut d'Estudis Catalans, el 2021. És autor de diversos articles sobre protecció de la natura i legislació esportiva.
Olot li deu el pioner i primer Catàleg de Protecció del Paisatge del municipi d'Olot (aprovat per l'Ajuntament d'Olot i ratificat per la Comissió Provincial d'Urbanisme de Girona el 7 de febrer de 1973), la protecció del qual va quedar incorporada al Pla General d'Ordenació Urbana d'Olot (1982) i posteriorment en els plans especials del Parc.
Va ser nomenat representant de l'Institut d'Estudis Catalans a la Junta de Protecció de la Zona Volcànica de la Garrotxa el 22 de febrer de 1983, quan encara no feia un any de la promulgació de la Llei 2/82, de 3 de març, de protecció de la zona volcànica de la Garrotxa. També ha fet múltiples donacions al Centre de Documentació del Parc de documents històrics (revistes, articles, llibres...) relacionats amb el patrimoni natural de la Garrotxa i altres espais protegits.
El dimecres 25 de juny de 2014 fou nomenat Soci d'Honor de la Institució Catalana d'Història Natural en un acte que es va dur a terme durant l'Assemblea General de la Institució, a la sala Pi i Sunyer de l'Institut d'Estudis Catalans, pel seu paper històric i rellevant en la protecció dels espais protegits.
Ha estat membre fundador- soci núm. 1- del Club Natació Olot, creat el 1954.
Fou membre fundador del "Mountain Wilderness de Catalunya".
Fou membre del Tribunal Català de l'Esport del 2003 al 2012.
Fou membre de la Comissió d'Urbanisme de Barcelona i de la de Catalunya durant diversos períodes (Barcelona 1979 al 1998 i Catalunya del 1998 al 2003).
L'Associació catalana de dirigents de l'Esport el distingí el 2011 com a millor dirigent de federació esportiva.
Va ser professor del curs de postgrau sobre "Arquitectura del Paisatge" de l'Escola Superior d'Arquitectura de la Universitat Politècnica de Catalunya.
Fou membre del Congrés de Cultura Catalana, participant en àmbits de la seva especialitat.